# PLM Open
O PLM Open foi um torneio masculino de golfe, que foi disputado na Suécia até 1990. Foi criado em 1983 e foi integrante do calendário anual do circuito europeu da PGA até 1990. PLM Open não se deve confundir com KLM Open, nome patrocinado do Dutch Open.

## Campeões
| Ano  | Campeão        | País             | Pontuação | Par | Margem    | Vice-campeão |
| ---- | -------------- | ---------------- | --------- | --- | --------- | ------------ |
| 1990 | Ronan Rafferty | Irlanda do Norte | 270       | −18 | 4 tacadas | Vijay Singh  |
| 1989 | Mike Harwood   | Austrália        | 271       | −13 | 1 tacada  | Peter Senior |
| 1988 | Frank Nobilo   | Nova Zelândia    | 270       | −10 | 1 tacada  | Howard Clark |
| 1987 | Howard Clark   | Inglaterra       | 271       | −17 | 2 tacadas | Ossie Moore  |
| 1986 | Peter Senior   | Austrália        | 273       | −11 | 2 tacadas | Mats Lanner  |

Antes do sancionamento ao Circuito Europeu
- 1985 – Denis Durnian –  Inglaterra
- 1984 – Tommy Horton –  Inglaterra
- 1983 – Peter Dahlberg –  Suécia